# Kanton Marennes
Kanton Marennes je francouzský kanton v departementu Charente-Maritime v regionu Poitou-Charentes. Jeho střediskem je město Marennes. Skládá se ze 7 obcí.

## Obce
- Bourcefranc-le-Chapus
- Le Gua
- Hiers-Brouage
- Marennes
- Nieulle-sur-Seudre
- Saint-Just-Luzac
- Saint-Sornin